# Hypocophus
Hypocophus is een geslacht van rechtvleugeligen uit de familie Anostostomatidae. De wetenschappelijke naam van dit geslacht is voor het eerst geldig gepubliceerd in 1888 door Brunner von Wattenwyl.

## Soorten
Het geslacht Hypocophus omvat de volgende soorten:
- Hypocophus bispinosa Chopard, 1952
- Hypocophus fortior Brunner von Wattenwyl, 1888
- Hypocophus humilis Brunner von Wattenwyl, 1888
- Hypocophus longicalcar Karny, 1932
- Hypocophus minusculus Chopard, 1958